# حسين القباحي
حسين القباحي (ولد في القاهرة سنة 1956) شاعر مصري، هو مدير بيت الشعر بالأقصر ورئيس مهرجان الأقصر للشعر العربي.

## سيرة موجزة
ولد حسين القباحي في حي الحلمية بالقاهرة في 23 مارس 1956، لأسرة ترجع أصولها إلى نجع القباحي بالأقصر، ثم انتقل مع أسرته إلى موطنها الأول بالأقصر وهو في الخامسة من عمره، حيث التحق بكُتّاب النجع وتعلّم القرآن ثم التحق بالمدارس الرسمية ثم الجامعة.
نشأ القباحي نشأة دينية، وحفظ في سن مبكرة أذكار سيدي أحمد الدردير وأشعار ابن الفارض وابن عربي والإمام الشافعي، وظل مقيمًا بالأقصر معظم حياته، باستثناء انتقاله طفلًا مع أسرته إلى غزة في الستينيات لعمل والده بالجيش المصري (حتى قبيل حرب 1967)، وعمله لاحقًا في دولة الإمارات العربية المتحدة بين عامي 1995 و2007.
حصل القباحي على درجة الليسانس في الآداب من قسم التاريخ والدراسات الإفريقية سنة 1983، وعمل بتدريس التاريخ في المرحلة الثانوية. وهو عضو اتحاد كتاب مصر، وعضو الأمانة العامة لمؤتمر أدباء مصر في الأقاليم حتى سنة 1995، ورئيس نادي الأدب بالأقصر حتى سنة 1995، ورئيس اللجنة الثقافية بالنادي الثقافي العربي بالشارقة. نُشرت أعماله في دوريات أدبية مصرية وعربية، وفضلًا عن تنظيم بيت الشعر بالأقصر تحت إدارته للعديد من الفاعليات الثقافية والشعرية، فقد شارك القباحي في العديد من المهرجانات الشعرية المحلية والدولية.

## مؤلفاته
- قصائد جنوبية لامرأة لا جنوبية، ولا... (مجموعة شعرية، دار الغد، 1991)، وهي مجموعته الشعرية الأولى.[4]
- كلام في مستهل الوجع (مجموعة شعرية، الهيئة العامة لقصور الثقافة، 1995)[6]
- نقوش جنوبية (مجموعة شعرية، دائرة الثقافة والإعلام في الشارقة، 2004)[6]
- نقوش على جدران الكرنك (مجموعة شعرية، مركز الحضارة العربية، مصر، 2006)[10]
- قريبا يرتديك البحر (مجموعة شعرية، دائرة الثقافة والإعلام في الشارقة، 2007)[11]
- من أحاديث الكباش (مجموعة شعرية، دار الأدهم للنشر والتوزيع، 2014)[10]
- الآخرون (مجموعة شعرية، دائرة الثقافة والإعلام في الشارقة، 2015)[12]
- الترابيون (مجموعة شعرية، الهيئة المصرية العامة للكتاب، 2019)[13]

## وصلات خارجية
- موقع ديوان: قصائد الشاعر حسين القباحي
- موقع شطر: قصائد الشاعر حسين القباحي